# Stagonospora
Stagonospora is een geslacht van schimmels behorend tot de familie Phaeosphaeriaceae. 

## Soorten
Volgens Index Fungorum telt het geslacht 288 soorten (peildatum maart 2023):
| Soortnaam                                        | Auteur(s)                                                    | Publicatiejaar |
| ------------------------------------------------ | ------------------------------------------------------------ | -------------- |
| Stagonospora abundata                            | Kohlm. & Volkm.-Kohlm.                                       | 2000           |
| Stagonospora abutilonis                          | Khokhr.                                                      | 1933           |
| Stagonospora acaciae                             | Hansf.                                                       | 1954           |
| Stagonospora acaenae                             | Henn.                                                        | 1906           |
| Stagonospora adonidis                            | Naumov                                                       | 1914           |
| Stagonospora aegaea                              | Petr.                                                        | 1943           |
| Stagonospora agaves                              | (Maubl.) Mouch.                                              | 2000           |
| Stagonospora agrostidis                          | Syd. & P. Syd.                                               | 1900           |
| Stagonospora ailanthi                            | Siemaszko                                                    | 1923           |
| Stagonospora albanica                            | Petr.                                                        | 1922           |
| Stagonospora albescens                           | Davis                                                        | 1924           |
| Stagonospora alchemillae                         | M. Petrov                                                    | 1927           |
| Stagonospora alhagiae                            | J.H. Mirza, Zakaullah & M.A. Nasir                           | 1967           |
| Stagonospora alhagicola                          | S. Ahmad                                                     | 1971           |
| Stagonospora alliina                             | (Woron.) Petr.                                               | 1953           |
| Stagonospora alopecuri                           | Rostr.                                                       | 1906           |
| Stagonospora alstoniae                           | D.V. Singh & B.M. Khanna                                     | 1970           |
| Stagonospora ambrosiae                           | Savile                                                       | 1946           |
| Stagonospora amorphae                            | Dearn. & Bisby                                               | 1928           |
| Stagonospora anabasis                            | Vasyag. & Byzova                                             | 1970           |
| Stagonospora andropogonis                        | E. Castell. & Germano                                        | 1977           |
| Stagonospora anglica                             | Cunnell                                                      | 1956           |
| Stagonospora antarctica                          | Speg.                                                        | 1924           |
| Stagonospora anthoxanthi                         | E. Castell. & Germano                                        | 1977           |
| Stagonospora apocyni                             | (Peck) Davis                                                 | 1919           |
| Stagonospora aquatica                            | (Sacc.) Sacc.                                                | 1884           |
| Stagonospora arcus                               | (Berk. & Broome) Sacc.                                       | 1884           |
| Stagonospora arecae                              | Died.                                                        | 1916           |
| Stagonospora arenaria                            | (Sacc.) Sacc.                                                | 1884           |
| Stagonospora aristolochiae-siphonis              | Săvul. & Sandu                                               | 1940           |
| Stagonospora arrhenatheri                        | A.L. Sm.                                                     | 1916           |
| Stagonospora artemisiae                          | Rostr.                                                       | 1905           |
| Stagonospora arthraxonicola                      | (Naumov) E. Castell. & Germano                               | 1977           |
| Stagonospora arthraxonis                         | E. Castell. & Germano                                        | 1977           |
| Stagonospora arundinacea                         | (Sacc.) Sacc.                                                | 1884           |
| Stagonospora ascochytoidea                       | Petr.                                                        | 1927           |
| Stagonospora asparagi                            | S. Ahmad                                                     | 1969           |
| Stagonospora asphodeli                           | (Mont.) Sacc.                                                | 1884           |
| Stagonospora astericola                          | (Davis) H.C. Greene                                          | 1961           |
| Stagonospora asturica                            | Unamuno                                                      | 1929           |
| Stagonospora atriplicis                          | (Westend.) Lind                                              | 1913           |
| Stagonospora australiana                         | Tassi                                                        | 1900           |
| Stagonospora baccharidicola                      | Hollós                                                       | 1907           |
| Stagonospora baptisiae                           | (Ellis & Everh.) Davis                                       | 1929           |
| Stagonospora basiangustispora                    | Matsush.                                                     | 2003           |
| Stagonospora bataticola                          | Khokhr. & Dyur.                                              | 1934           |
| Stagonospora bavarica                            | Petr.                                                        | 1931           |
| Stagonospora beguinotiana                        | (Sacc.) Aa                                                   | 2002           |
| Stagonospora bellunensis                         | (Speg.) Jørst.                                               | 1967           |
| Stagonospora berberidina                         | Sacc.                                                        | 1912           |
| Stagonospora betae                               | Ishiy.                                                       | 1936           |
| Stagonospora betulina                            | (Rostr.) Sacc.                                               | 1895           |
| Stagonospora bicolor                             | (D. Hawksw., W.J. Kaiser & Ndimande) Kaz. Tanaka & K. Hiray. | 2015           |
| Stagonospora biformis                            | Ellis & Barthol.                                             | 1902           |
| Stagonospora biseptata                           | H.C. Greene                                                  | 1961           |
| Stagonospora borbonicae                          | Sousa da Câmara                                              | 1903           |
| Stagonospora brachyelytri                        | H.C. Greene                                                  | 1947           |
| Stagonospora brachypodii                         | Died.                                                        | 1914           |
| Stagonospora brachypodiicola                     | (Brunaud) E. Castell. & Germano                              | 1977           |
| Stagonospora brevispora                          | (Ellis & Davis) Castell. & Germano                           | 1977           |
| Stagonospora brideliae                           | Thirum. & Naras.                                             | 1950           |
| Stagonospora bromi                               | A.L. Sm. & Ramsb.                                            | 1915           |
| Stagonospora bromicola                           | E. Castell. & Germano                                        | 1977           |
| Stagonospora brunchorstii                        | Sacc.                                                        | 1911           |
| Stagonospora bubakii                             | Picb.                                                        | 1937           |
| Stagonospora bufonia                             | Bres.                                                        | 1896           |
| Stagonospora bulgarica                           | Vanev                                                        | 1963           |
| Stagonospora calamagrostidicola                  | Petr.                                                        | 1922           |
| Stagonospora californica                         | Petr.                                                        | 1953           |
| Stagonospora calystegiae                         | (Westend.) Bubák                                             | 1907           |
| Stagonospora canadensis                          | H.C. Greene                                                  | 1947           |
| Stagonospora caricicola                          | Baudyš                                                       | 1916           |
| Stagonospora caricinella                         | Brunaud                                                      | 1893           |
| Stagonospora caricis                             | (Oudem.) Sacc.                                               | 1884           |
| Stagonospora carthamicola                        | Rodigin                                                      | 1939           |
| Stagonospora cassavae                            | Wolk                                                         | 1914           |
| Stagonospora catacaumatis                        | Petr.                                                        | 1921           |
| Stagonospora cedri                               | Syd., P. Syd. & E.J. Butler                                  | 1916           |
| Stagonospora celtidis                            | (Ellis & G. Martin) H.C. Greene                              | 1951           |
| Stagonospora chenopodii                          | Peck                                                         | 1887           |
| Stagonospora chrysopyla                          | Romberg & S. Latham                                          | 2014           |
| Stagonospora cirsii                              | Davis                                                        | 1919           |
| Stagonospora citrorum                            | Petr.                                                        | 1953           |
| Stagonospora clandestina                         | B. Sutton                                                    | 1986           |
| Stagonospora collivaga                           | Petr.                                                        | 1939           |
| Stagonospora coluteae                            | Moesz                                                        | 1924           |
| Stagonospora coluteicola                         | Gonz. Frag.                                                  | 1917           |
| Stagonospora cookei                              | E. Castell. & Germano                                        | 1977           |
| Stagonospora cordylines                          | Tassi                                                        | 1900           |
| Stagonospora cornuligera                         | Speg.                                                        | 1910           |
| Stagonospora crepidicola                         | Petr.                                                        | 1927           |
| Stagonospora crini                               | Bubák & Kabát                                                | 1908           |
| Stagonospora cryptogea                           | Syd.                                                         | 1939           |
| Stagonospora cryptomeriae                        | Sawada                                                       | 1950           |
| Stagonospora cryptotaeniae                       | H.C. Greene                                                  | 1947           |
| Stagonospora cucurbitae                          | Sawada                                                       | 1958           |
| Stagonospora culmicola                           | (Sacc.) Castell. & Germano                                   | 1977           |
| Stagonospora cyani                               | Czerepan.                                                    | 1951           |
| Stagonospora cylindrica                          | Gunnell                                                      | 1957           |
| Stagonospora cypericola                          | Hollós                                                       | 1926           |
| Stagonospora danthoniae-frigidae                 | Petr.                                                        | 1955           |
| Stagonospora desmodii                            | Ellis & Everh.                                               | 1900           |
| Stagonospora desmonci                            | Henn.                                                        | 1908           |
| Stagonospora diastrophosica                      | Sousa da Câmara                                              | 1929           |
| Stagonospora disseminata                         | Racib.                                                       | 1900           |
| Stagonospora diversiseptata                      | Rieuf & Teasca                                               | 1970           |
| Stagonospora doemiae                             | S. Ahmad                                                     | 1971           |
| Stagonospora dolomitica                          | (Kabát & Bubák) Petr.                                        | 1928           |
| Stagonospora dulcamarae                          | Pass.                                                        | 1890           |
| Stagonospora duoseptata                          | Quaedvl., Verkley & Crous                                    | 2013           |
| Stagonospora elaeagni                            | Y. Gao                                                       | 1985           |
| Stagonospora elegans                             | (Berk.) Sacc. & Traverso                                     | 1911           |
| Stagonospora eleocharidis                        | Trail                                                        | 1885           |
| Stagonospora ephedrae                            | Kravtzev                                                     | 1961           |
| Stagonospora epicalamia                          | (Cooke) Sacc.                                                | 1884           |
| Stagonospora epigeios                            | (Thüm.) Lavrov                                               | 1951           |
| Stagonospora equiseti                            | Fautrey                                                      | 1890           |
| Stagonospora equiseticola                        | Hollós                                                       | 1926           |
| Stagonospora equisetina                          | Trail                                                        | 1887           |
| Stagonospora eriobotryae                         | S. Ahmad                                                     | 1961           |
| Stagonospora eriophorella                        | (Sacc. & Scalia) Lind                                        | 1928           |
| Stagonospora eriophori                           | Rostr.                                                       | 1900           |
| Stagonospora erythrinae                          | F. Stevens & P.A. Young                                      | 1925           |
| Stagonospora euonymi                             | Sacc.                                                        | 1884           |
| Stagonospora euonymicola                         | Tak. Kobay. & H. Horie                                       | 1979           |
| Stagonospora exasperatulae                       | Brackel                                                      | 2009           |
| Stagonospora ferulae                             | Vasyag.                                                      | 1970           |
| Stagonospora florentina                          | E. Castell. & Germano                                        | 1977           |
| Stagonospora fontii                              | (Gonz. Frag.) E. Castell. & Germano                          | 1977           |
| Stagonospora forlicesenensis                     | Phukhams., Camporesi & K.D. Hyde                             | 2016           |
| Stagonospora fragariae                           | Briard & Har.                                                | 1891           |
| Stagonospora fuckelii                            | (Sacc.) Jørst.                                               | 1965           |
| Stagonospora geastericola                        | Hollós                                                       | 1907           |
| Stagonospora geasterina                          | Hollós                                                       | 1907           |
| Stagonospora geranii                             | Cruchet                                                      | 1922           |
| Stagonospora gigantea                            | Heald & F.A. Wolf                                            | 1911           |
| Stagonospora gigaspora                           | (Niessl) Sacc.                                               | 1884           |
| Stagonospora glyceriicola                        | R. Sprague                                                   | 1948           |
| Stagonospora graminella                          | (Sacc.) Sacc.                                                | 1884           |
| Stagonospora graminicola                         | Ishiy.                                                       | 1936           |
| Stagonospora graminum                            | Sacc. & Scalia                                               | 1904           |
| Stagonospora grevilleae                          | Hansf.                                                       | 1954           |
| Stagonospora groveri                             | P.C. Gupta                                                   | 1974           |
| Stagonospora hachijoensis                        | J. Takeuchi & Tak. Kobay.                                    | 2005           |
| Stagonospora haliclysta                          | Kohlm.                                                       | 1973           |
| Stagonospora harae                               | E. Castell. & Germano                                        | 1977           |
| Stagonospora hennebergii                         | (J.G. Kühn) Petr. & Syd.                                     | 1925           |
| Stagonospora heteroderae                         | Carris, Glawe & Morgan-Jones                                 | 1987           |
| Stagonospora heterospora                         | Sacc.                                                        | 1911           |
| Stagonospora hiratsukana                         | Togashi                                                      | 1936           |
| Stagonospora humuli-americani                    | Fairm.                                                       | 1918           |
| Stagonospora huszii                              | Vörös                                                        | 1958           |
| Stagonospora hyalidis                            | Speg.                                                        | 1910           |
| Stagonospora hyalospora                          | (Berk.) Sacc.                                                | 1884           |
| Stagonospora hydrastidis                         | Bond.-Mont.                                                  | 1923           |
| Stagonospora hygrophila                          | Sacc.                                                        | 1899           |
| Stagonospora hyoscyami                           | Domashova                                                    | 1960           |
| Stagonospora hyperici                            | Kravtzev & Deeva                                             | 1970           |
| Stagonospora hysterioides                        | Sacc.                                                        | 1884           |
| Stagonospora imperaticola                        | Phukhams., Thambug. & K.D. Hyde                              | 2017           |
| Stagonospora innumerosa                          | (Desm.) Sacc.                                                | 1884           |
| Stagonospora inquilina                           | Bubák & Picb.                                                | 1937           |
| Stagonospora iranica                             | Petr. & Esfand.                                              | 1941           |
| Stagonospora iridis                              | C. Massal.                                                   | 1890           |
| Stagonospora islandica                           | Rostr.                                                       | 1903           |
| Stagonospora ixorae                              | Rangel                                                       | 1915           |
| Stagonospora jaapii                              | Died.                                                        | 1914           |
| Stagonospora junci                               | Hollós                                                       | 1926           |
| Stagonospora kentiae                             | Maubl.                                                       | 1903           |
| Stagonospora komarovii                           | Ohl                                                          | 1922           |
| Stagonospora koraiensis                          | Ziling                                                       | 1936           |
| Stagonospora koshkelovae                         | Andrian.                                                     | 1987           |
| Stagonospora lactucicola                         | H.C. Greene                                                  | 1960           |
| Stagonospora lapidoviridis                       | Dearn.                                                       | 1928           |
| Stagonospora leersiae                            | Petr.                                                        | 1924           |
| Stagonospora leonuri                             | (Rostr.) Moesz & Smarods                                     | 1932           |
| Stagonospora liaoningensis                       | Z.K. Zhong & Z.W. Yuan                                       | 1992           |
| Stagonospora ligniseda                           | (Tassi) Sacc. & D. Sacc.                                     | 1906           |
| Stagonospora linearis                            | Peck                                                         | 1909           |
| Stagonospora lomandrae                           | Crous                                                        | 2017           |
| Stagonospora lophiostoma                         | (Cooke & Ellis) Sacc.                                        | 1884           |
| Stagonospora maackiae                            | Tak. Kobay.                                                  | 1972           |
| Stagonospora macromaculans                       | H.C. Greene                                                  | 1947           |
| Stagonospora macropus                            | (Berk. & Broome) Sacc.                                       | 1884           |
| Stagonospora macropycnidia                       | Cunnell                                                      | 1961           |
| Stagonospora maculata                            | (Grove) R. Sprague                                           | 1948           |
| Stagonospora manihotis                           | Chevaug.                                                     | 1956           |
| Stagonospora mariae                              | R. Sprague                                                   | 1951           |
| Stagonospora maritima                            | Syd. & P. Syd.                                               | 1911           |
| Stagonospora moliniae                            | (Trail) Died.                                                | 1914           |
| Stagonospora montagnei                           | E. Castell. & Germano                                        | 1977           |
| Stagonospora montenegrina                        | Bubák                                                        | 1915           |
| Stagonospora mori                                | I. Miyake                                                    | 1916           |
| Stagonospora multiseptata                        | Thambug. & K.D. Hyde                                         | 2017           |
| Stagonospora nannizzii                           | E.K. Cash                                                    | 1972           |
| Stagonospora neglecta                            | (Westend.) Sacc.                                             | 1884           |
| Stagonospora nerinicola                          | Dippen.                                                      | 1931           |
| Stagonospora nikolajevae                         | Melnik                                                       | 1966           |
| Stagonospora nucicidia                           | Fairm.                                                       | 1921           |
| Stagonospora nuciseda                            | Fairm.                                                       | 1921           |
| Stagonospora nyssicola                           | Fairm.                                                       | 1922           |
| Stagonospora octomera                            | Alcalde                                                      | 1948           |
| Stagonospora opuntiae                            | Tassi                                                        | 1901           |
| Stagonospora orobi                               | Hollós                                                       | 1926           |
| Stagonospora paludosa                            | (Sacc. & Speg.) Sacc.                                        | 1884           |
| Stagonospora pancratii                           | Vanev & Bakalova                                             | 1988           |
| Stagonospora panici                              | S. Ahmad                                                     | 1971           |
| Stagonospora pellucida                           | Bubák & Dearn.                                               | 1916           |
| Stagonospora perfecta                            | Quaedvl., Verkley & Crous                                    | 2013           |
| Stagonospora phaseoli                            | Dearn. & Barthol.                                            | 1928           |
| Stagonospora photiniae                           | J.V. Almeida & Sousa da Câmara                               | 1909           |
| Stagonospora phragmiticola                       | Hansf.                                                       | 1945           |
| Stagonospora phyllachoracearum                   | Petr.                                                        | 1931           |
| Stagonospora phyllachorivora                     | Petr.                                                        | 1922           |
| Stagonospora phyllostachydis                     | Hara                                                         | 1913           |
| Stagonospora physalina                           | (Sacc.) Siemaszko                                            | 1923           |
| Stagonospora pini-pumilae                        | Togashi                                                      | 1925           |
| Stagonospora poaceicola                          | Tennakoon, Phookamsak & K.D Hyde                             | 2020           |
| Stagonospora polyspora                           | M.T. Lucas & Sousa da Câmara                                 | 1952           |
| Stagonospora polytaeniae                         | H.C. Greene                                                  | 1948           |
| Stagonospora potentillae                         | Byzova                                                       | 1970           |
| Stagonospora procerula                           | Petr.                                                        | 1950           |
| Stagonospora pseudocaricis                       | Quaedvl., Verkley, Gardiennet & Crous                        | 2013           |
| Stagonospora pseudopaludosa                      | Crous & W.J. Swart                                           | 2013           |
| Stagonospora pseudoperfecta                      | Kaz. Tanaka & K. Hiray.                                      | 2015           |
| Stagonospora pseudovitensis                      | Quaedvl., Verkley & Crous                                    | 2013           |
| Stagonospora pteridiicola                        | P.J. Fisher & Punith.                                        | 1993           |
| Stagonospora pulchra                             | Bubák & Krieg.                                               | 1912           |
| Stagonospora pyricola                            | S. Ahmad                                                     | 1971           |
| Stagonospora quercus                             | Sawada                                                       | 1958           |
| Stagonospora recedens                            | (C. Massal.) F.R. Jones & Weimer                             | 1938           |
| Stagonospora rosarum                             | Bat. & J. Silva                                              | 1951           |
| Stagonospora sacchari                            | T.T. Lo & L. Ling                                            | 1950           |
| Stagonospora saccharicola                        | S. Ahmad                                                     | 1971           |
| Stagonospora saccharina                          | S. Ahmad                                                     | 1971           |
| Stagonospora salicicola                          | (T. Johnson ex Sacc. & Traverso) Sacc. & Traverso            | 1911           |
| Stagonospora schoeni                             | Keissl.                                                      | 1923           |
| Stagonospora schoenoplecti                       | Dudka                                                        | 1963           |
| Stagonospora scirpi                              | Tehon                                                        | 1933           |
| Stagonospora septorioides                        | Ellis & Everh.                                               | 1888           |
| Stagonospora sexseptata                          | (Trail) Tehon                                                | 1933           |
| Stagonospora siegensis                           | (Kirschst.) E. Castell. & Germano                            | 1977           |
| Stagonospora simplicior                          | Sacc. & Berl.                                                | 1886           |
| Stagonospora smilacigena                         | Bubák & Dearn.                                               | 1916           |
| Stagonospora smolandica                          | A.G. Eliasson                                                | 1915           |
| Stagonospora socia                               | Grove                                                        | 1912           |
| Stagonospora solidaginis                         | Czerepan.                                                    | 1951           |
| Stagonospora sparti                              | Tassi ex Sacc. & D. Sacc.                                    | 1906           |
| Stagonospora spartinicola                        | R. Sprague                                                   | 1951           |
| Stagonospora spiculisperma                       | H.C. Greene                                                  | 1952           |
| Stagonospora spiraeae                            | Dearn.                                                       | 1916           |
| Stagonospora sporobolicola                       | R. Sprague                                                   | 1961           |
| Stagonospora stenotaphri                         | V.G. Rao & B.R.D. Yadav                                      | 1995           |
| Stagonospora suaedae                             | Syd. & P. Syd.                                               | 1911           |
| Stagonospora subchlorinoflavida                  | R. Sprague & Rogerson                                        | 1959           |
| Stagonospora subseriata (Vals grassenvulkaantje) | (Desm.) Sacc.                                                | 1884           |
| Stagonospora symphoricarpi                       | Gonz. Frag.                                                  | 1917           |
| Stagonospora tainanensis                         | W.H. Hsieh                                                   | 1979           |
| Stagonospora tephrosiae                          | H.C. Greene                                                  | 1947           |
| Stagonospora tetramera                           | Davis                                                        | 1922           |
| Stagonospora thalictri                           | Siemaszko                                                    | 1919           |
| Stagonospora theae                               | Hara                                                         | 1919           |
| Stagonospora theicola                            | Petch                                                        | 1906           |
| Stagonospora thujopsidis                         | Sawada                                                       | 1950           |
| Stagonospora thymi                               | Gucevi?                                                      | 1960           |
| Stagonospora tofieldiae                          | Lebedeva                                                     | 1933           |
| Stagonospora tornensis                           | Subhedar & V.G. Rao                                          | 1976           |
| Stagonospora tortuosa                            | Tassi                                                        | 1900           |
| Stagonospora trichophoricola                     | Crous & Quaedvl.                                             | 2014           |
| Stagonospora tridentis                           | R. Sprague & Rogerson                                        | 1959           |
| Stagonospora trifidae                            | H.C. Greene                                                  | 1967           |
| Stagonospora trimera                             | (Cooke) Sacc.                                                | 1884           |
| Stagonospora triodiae                            | Petr.                                                        | 1947           |
| Stagonospora typhae                              | Höhn.                                                        | 1909           |
| Stagonospora typhicola                           | Oudem.                                                       | 1903           |
| Stagonospora typhoidearum                        | (Desm.) Sacc.                                                | 1884           |
| Stagonospora uniseptata                          | Quaedvl., Verkley & Crous                                    | 2013           |
| Stagonospora uvarum                              | Speschnew                                                    | 1901           |
| Stagonospora verbenae                            | H.C. Greene                                                  | 1952           |
| Stagonospora veronicae                           | Hollós                                                       | 1906           |
| Stagonospora vexatula                            | (Sacc.) Sacc.                                                | 1884           |
| Stagonospora viciae-pisiformis                   | Bubák                                                        | 1904           |
| Stagonospora victoriana                          | Crous                                                        | 2017           |
| Stagonospora vitensis                            | Unamuno                                                      | 1929           |
| Stagonospora yerbae                              | Speg.                                                        | 1908           |
| Stagonospora zeina                               | Saccas                                                       | 1951           |
| Stagonospora zonata                              | Davis                                                        | 1919           |
| Stagonospora zubiae                              | Caball.                                                      | 1928           |